# 尼科利斯科耶农村居民点 (卡杜伊区)
尼科利斯科耶农村居民点（俄语：Сельское поселение Никольское）是俄罗斯联邦沃洛格达州卡杜伊区所属的一个农村居民点。其下辖有113个居民点，行政中心为尼科利斯科耶。据2015年统计，该农村居民点的人口为1034人。